# Comuni della Turchia
I comuni della Turchia (in lingua turca belediyeler, singolare belediye) sono la suddivisione amministrativa di terzo livello del Paese, dopo le province e i distretti.
Tutti i comuni hanno un territorio definito, corrispondente a un'area urbana, e sono amministrati da un sindaco eletto. I centri urbani minori che non hanno la dignità di comuni sono detti villaggi (in turco köyler, singolare köy) .
I comuni più grandi sono a loro volta divisi in quartieri (mahaller, singolare mahalle), guidati da un mahalle muhtarı eletto che cura questioni strettamente locali. La mahalle può anche riferirsi a aree non urbane. 
Vi sono poi 30 comuni metropolitani sovraordinati ad altri comuni e corrispondenti alle principali aree metropolitane della Turchia.
Un comune della Turchia può essere classificato come :
- Büyükşehir belediyesi, comune metropolitano
- İl belediyesi, comune capoluogo di provincia
- Büyükşehir İlçe belediyesi, comune capoluogo di distretto metropolitano
- İlçe belediyesi, comune capoluogo di distretto
- Belde belediyesi, comune appartenente a un distretto

Il numero complessivo dei comuni è di 1397.